# 回復領

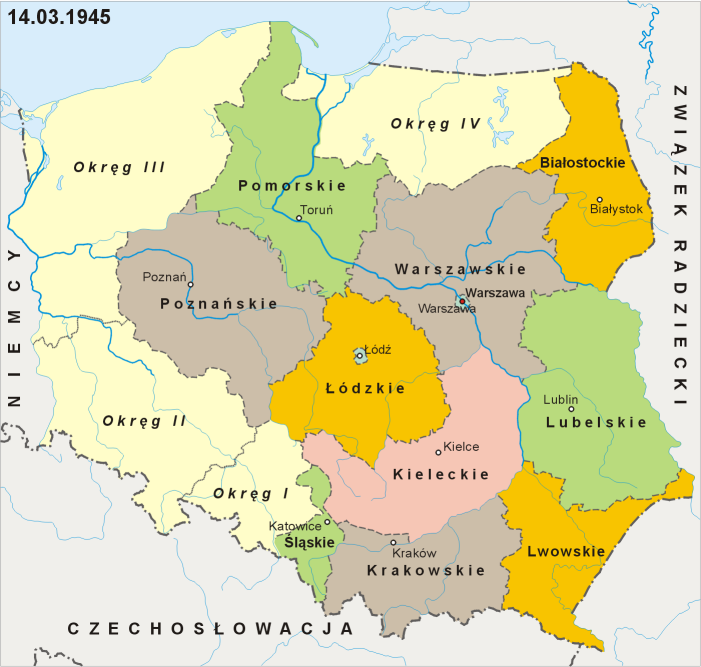
回復領 (黄色) 編入前のポーランドの県区分計画 (1945年3月)

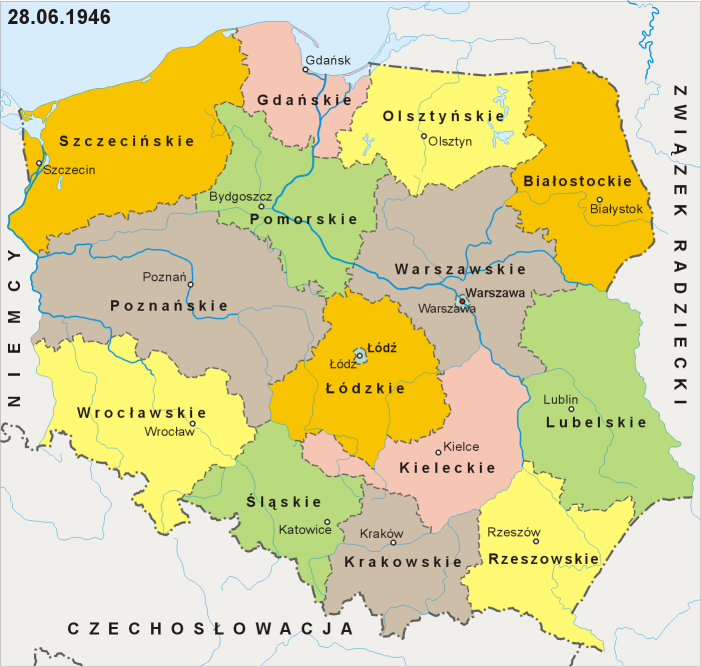
回復領編入後のポーランドの県区分 (1946年6月)

回復領（かいふくりょう、ポーランド語: Ziemie Odzyskane, 英語: Recovered Territories：Regained Territories）は、第二次世界大戦後にソビエト連邦の傀儡政権であった共産主義のポーランド人民共和国が、1949年まで政治プロパガンダとして用いていた地理的用語。1949年以降、この表現は正式には使用されなくなった。これはソビエト連邦・アメリカ合衆国・イギリスの3国がポーランドの頭越しに行ったヤルタ会談の決定によってドイツ人追放が行われ、大戦の結果としてポーランド人民共和国が新たに獲得した西方領土（ドイツ側からみた東方領土（Ostgebiete des Deutschen Reiches）を指した。
戦後もドイツ連邦共和国（西ドイツ）は東方領土の領有権を放棄していなかったが、公法においては1990年のドイツ再統一に際して締結されたドイツ・ポーランド国境条約により、また、私法においては2008年の欧州人権裁判所の決定により、領土問題としては完全に解決している。

## 概要
該当地域には、西ポモージェ県（旧ポメラニアおよびシュテッティン）、ルブシュ県（旧ノイマルク、Neumark）、オポーレ県とドルヌィ・シロンスク県（旧シレジア、ただし、もともとポーランド領であったシレジア自治県〈en:Autonomous Silesian Voivodeship、pl:Autonomiczne województwo śląskie〉の部分を除く）などが含まれ、「北部領土」には、グダニスク（旧ダンツィヒ）、ヴァルミア・マズールィ県（旧東プロイセンの南半分）が含まれる。
「回復」という表現が用いられるのは、体制側のプロパガンダとして、西部および北部領土は中世のピャスト朝以来ポーランドの分かちがたい一部であったという構図を示し、ポーランド人民共和国がその正当な継承者であることを主張するためであった。過去の領有として強調されたのは、西部領土については中世盛期のピャスト朝（960年頃 - 1370年）の、建国時にローマ教会と皇帝から正式な承認を受けた国境線を含むいくつかの時期における領有であり、北部領土については近世のいくつかの時期におけるポーランドの宗主権（レーエン）であった。
東ヨーロッパへのドイツ人の歴史的定住（東方植民）によって、何世紀にもわたりこれらの地域にドイツ人が住んでいたことについては、ドイツの継続的な東方への「侵略」行為の結果に過ぎないとされた（東方への衝動）。戦後における住民の強制移住は、公式には「本国送還」と呼ばれ、かつてこの地域に存在していたドイツ的文化伝統は、1989年のポーランド民主化によって公的な歴史認識の転換が行われるまでは顧みられることなく否定されることになった。

第二次世界大戦によるポーランドの領土の変化:
桃色の部分が回復領、灰色がソ連に併合された旧ポーランド領東部。西側を縁取る明るい緑色の線がオーデル・ナイセ線。

第二次世界大戦後、回復領からは多数のドイツ人が脱出して西方へ去ったが（Flight and expulsion of Germans from Poland during and after World War II）、一部のドイツ系住民はそのまま留まっていた。しかし、後になって彼らの多くも追放されることになり、代わってポーランド人が他地域から次々と入ってきたが、それでもごく少数のドイツ系住民はポーランド国籍を得てドイツ系ポーランド人として一部の地域に残留した。この地域に入ってきたポーランド人の多くは、ポーランド中部や戦時中逃れていた国外から自由意志でやって来ていたが、ポーランド当局は、ウクライナ人など国内の少数民族集団を強制的に分散移住させ（ヴィスワ作戦、Operation Vistula）、また、ソ連に併合された旧ポーランド領東部（Territories of Poland annexed by the Soviet Union）の住民を回復領に「本国送還」して、こうした地域のポーランド化を確かなものにした。
1950年、ドイツ民主共和国 (東ドイツ)がズゴジェレツ条約でオーデル・ナイセ線を正式に国境として承認し、ドイツ連邦共和国 (西ドイツ)も、1970年のワルシャワ条約でこれに同意した。さらに統一後のドイツ連邦共和国も1990年のドイツ・ポーランド国境条約(German-Polish Border Treatyを締結して、オーデル・ナイセ線を国境とすることを再確認している。

## 地域

ポーランドの県区分図 (1999年以降)
北西の隅、緑色が西ポモージェ県
東へ、ポモージェ県(桃色)、ヴァルミア・マズールィ県(緑色)
南へ、ルブシュ県(茶色)、ドルヌィ・シロンスク県(黄色)、オポーレ県(緑色)、シロンスク県(桃色)

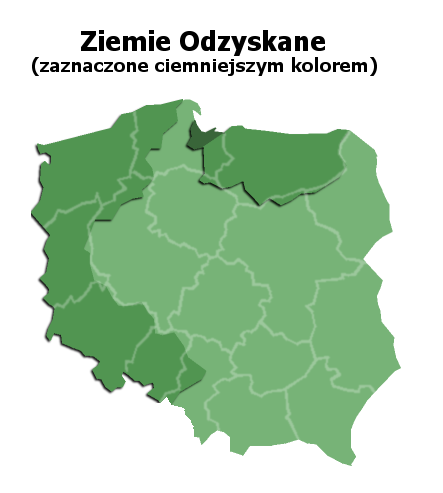
回復領(深緑色)と現在の県区分を重ねた地図

「西部領土」を構成するのは、以下の各地方である。

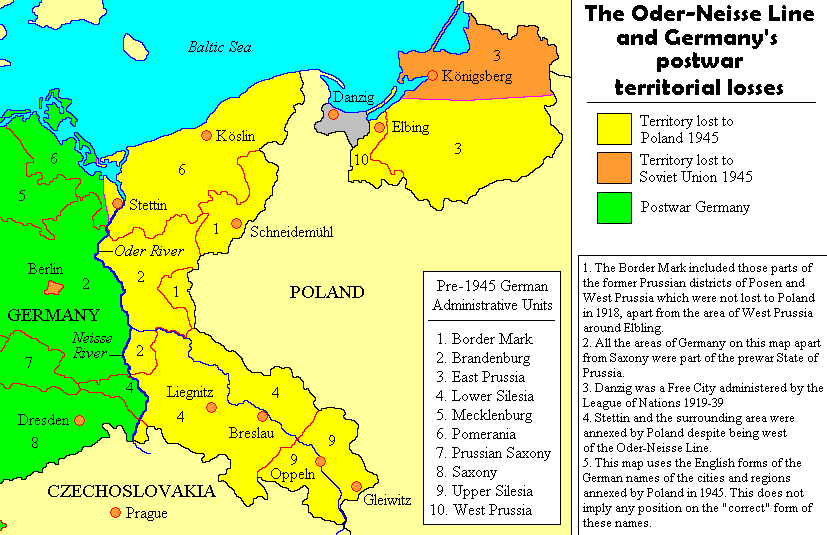
ドイツが戦後失った領土: 黄色がポーランド領となった地域、灰色が旧自由都市ダンツィヒの領域。ポーランドの立場から見ればその両者を併せたものが回復領である。
なお、地図上のオレンジ色の地域はカリーニングラード州としてソ連に併合され、ソビエト連邦の崩壊後の現在でも飛地としてロシア連邦領にとどまっている。

- 西ポモージェ県[17]は、全域がかつてのポメラニアの東部、東（下）ポメラニア（de:Hinterpommern、en:Farther Pomerania）と、シュチェチン（Szczecin: ドイツ語名、シュテッティン Stettin）周辺の領域にあたる。プロイセン領時代からドイツ領時代のポメラニアは、ポメルン州（1815年 - 1946年）を構成し、第二次世界大戦後のポーランドへの移管直後は当時のシュチェチン県（pl:Województwo szczecińskie、en:Szczecin Voivodeship）がこれを引き継いだ。その後のポーランドの行政区画の変更により、ドイツ領時代のポメルン州の最も東の部分は、ポモージェ県に編入された。
- ルブシュ県は、ほぼ全域がプロイセン領時代からドイツ領時代のブランデンブルク州（de:Provinz Brandenburg、en:Province of Brandenburg）の東部ノイマルク地方（de:Neumark (Landschaft)、en:Neumark）に相当する。県名の「ルブシュ Lubusz」（ドイツ語: Lebuser Land）は、中世の地名の命名方法に従って当時近傍で重要な町であったレブス（Lebus）（ポーランド語: Lubusz）の名を冠したものであるが、レブス自体はオーデル川左岸のドイツ側の町である。
- ドルヌィ・シロンスク県とオポーレ県の大部分とシロンスク県の一部は、オーデル川からナイセ川の東側に位置する、プロイセン領時代からドイツ領時代のシレジア州（de:Provinz Schlesien、en:Province of Silesia）[18]に相当する。なお、ドルヌィ・シロンスク県には、オーデル川の右岸にあるルーサティアの一部も含まれている[19]。

「北部領土」を構成するのは、以下の各地方である。
- ポモージェ県[20]に所属するグダニスク周辺の地域は旧自由都市ダンツィヒである[21]。
- ヴァルミア・マズールィ県、かつてのヴァルミア県とマズールィ県[4]は、プロイセン領時代からドイツ領時代の東プロイセン州の南半分、面積にして3分の2程度に当たる。

プロイセン領時代からドイツ領時代の西プロイセン州は、第一次世界大戦後にその大部分がポーランド領に編入されたが、一部はドイツ側に残っていた（左の図の1および10の地域）。このうち旧自由都市ダンツィヒに隣接する部分は北部領土、残りの部分は西部領土に組み込まれた。
以上のほか、戦後におけるポーランドの行政区画の変更によって、旧ドイツ領土の一部が他の県に帰属する形になっている場所が多数ある（「回復領と現在の県区分を重ねた地図」を参照）。

## 冷戦時代の政策
冷戦時代に回復領は以下の経緯をたどった。

### 用語「回復領」の起源と普及

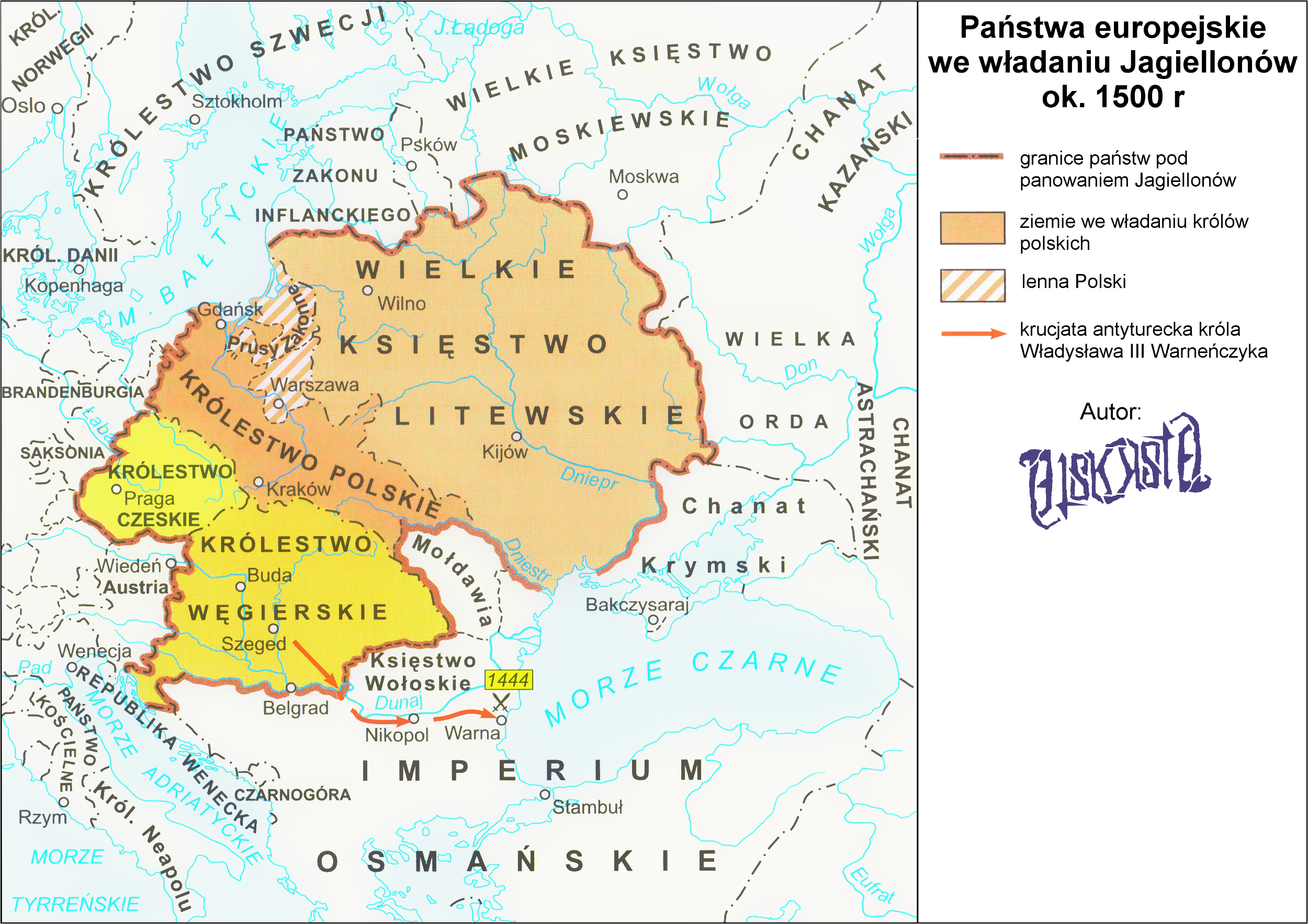
多民族の国家を傘下に収め、広大な範囲に及んだヤギェウォ朝最盛期 (1500年頃) の版図 (赤線枠内)

「回復領」は第二次世界大戦後、ポツダム協定に基づいてポーランドに併合されたドイツの東方領土を指す表現として創り出され、公式に用いられたプロパガンダの用語であった。その根底にある考え方は、戦後のポーランドを中世のピャスト朝ポーランド王国の継承者と位置づけ、さらに、戦後の国境線に適合する民族的に均質な国家とみなす単純化をして、後年のヤギェウォ朝ポーランド（1386年 - 1572年ないし1596年）のような、多民族国家として東方に広がった姿を否定するものであった。
戦後のポーランドがヤギェウォ朝ではなくピャスト朝を持ち上げた理由のひとつは、ソ連のスターリンがカーゾン線からの撤退を拒否する状況の下で、他の連合諸国が、ポーランドを満足させるためには代わりにドイツの領土を与えてもよいと考えていたという事情があった。旧ドイツ領土をいわば補償として、ポーランドに与えるという元々の議論は、やがて当該地域が実際に「かつてのポーランド領」であるという議論によって補強されるようになった。
ピャスト朝時代が強調されたのは、ポーランド人たちが多民族国家ではなく民族的に均質な国家の創設を望んだためでもあった。さらに、ピャスト朝がポーランドをドイツ人から守ったと認識されていたのに対し、ヤギェウォ朝の対抗した相手が興隆途上のモスクワ大公国であったことは、ソ連の影響下に置かれた戦後ポーランドの状況の中で持ち上げるには、ふさわしくない要素であった。ポーランド人民共和国政府もポーランド労働者党も、いにしえのピャスト朝の領土に基づいたポーランド国家という理念を支持し、小農や国家主義者など戦前からの反対勢力を押さえ込んだ。実際、回復領をめぐる問題は、当時のポーランドの共産主義者たちと、それに対抗する民族主義者たちを分断しない、数少ない論点のひとつであり、西部国境に関して両陣営の意見は一致していた。地下出版されていた、民族主義派の反共新聞さえもが、「ドイツ化に終止符を打ち、東方への衝動を永遠に断ち切るため」として、ピャスト朝時代の国境を要求した。
これによりポーランドは歴史上初めて、ポーランドを母語とする人々による、文化的にきわめて均質な国家となり、多民族社会に由来した国内の様々な社会対立は根元から取り除かれた。一方、ポーランドの社会には共産主義派にも民族主義派にも与しない第三の勢力が存在した。それはポーランド伝統の穏健主義の勢力であり、ロンドンのポーランド亡命政府がそれを代表した。彼らは地下教育ネットワークを構築し、「固有の領土」という公式な民族主義的歴史認識に対抗して、国民に正しい歴史認識を教え続けた。彼らはポーランド自由大学協会を設立して秘密通信教育や秘密移動図書館などの事業を続け、1970年代の終わりには「空飛ぶ大学」を設立運営して「固有の領土」論が陳腐なものであり、西方領土は人々が強制移住させられ、現にそこに住んでいるという現実に鑑み法的に粛々と解決すべき問題であること、それにはヨーロッパ全体の平和な社会統合・経済統合が前提となることが教えられた。

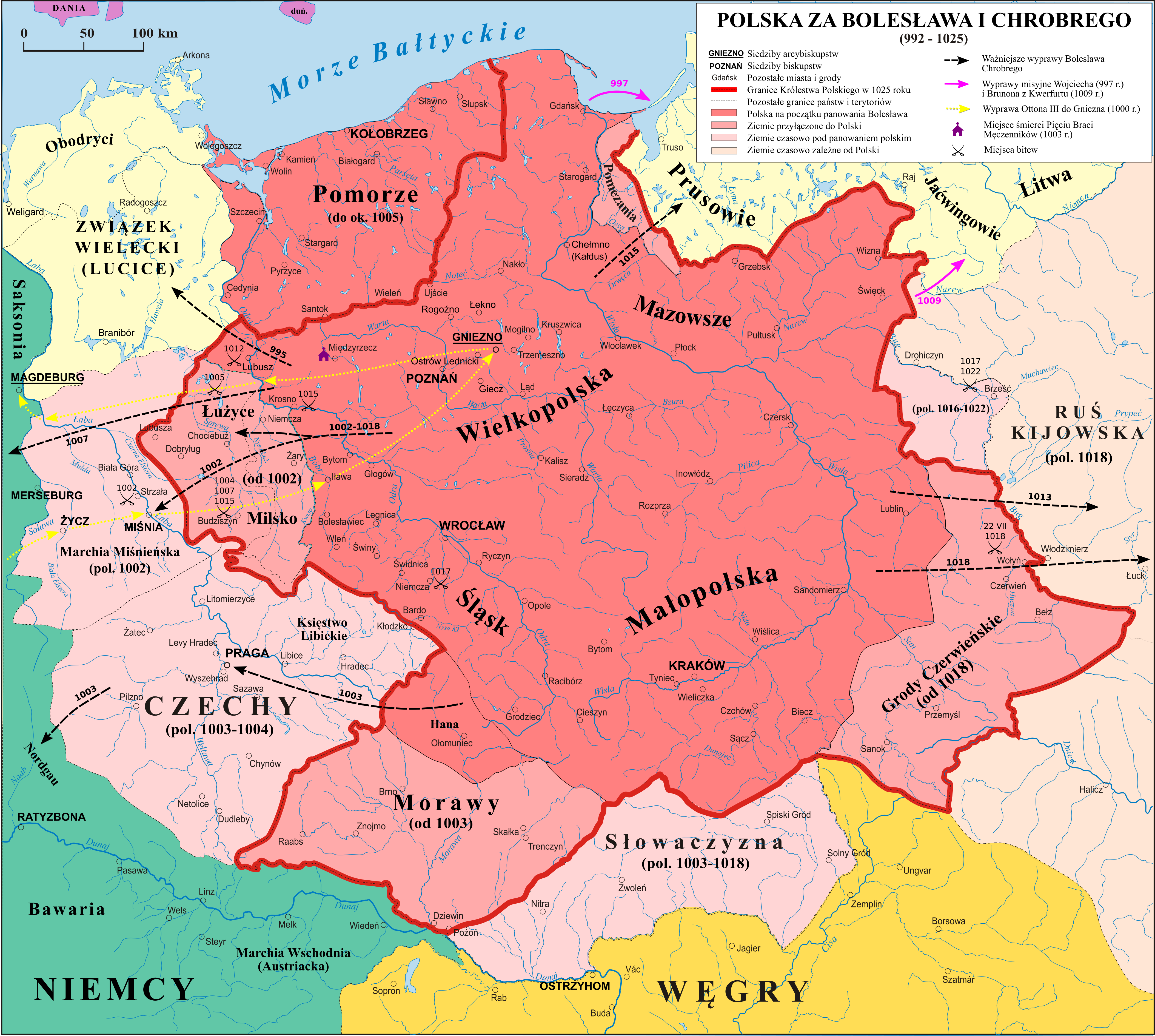
ピャスト朝ボレスワフ1世(在位: 992年 - 1025年)治世下のポーランド王国の版図
992年のポーランド公国領は濃い桃色
1025年のポーランド王国国境は赤線

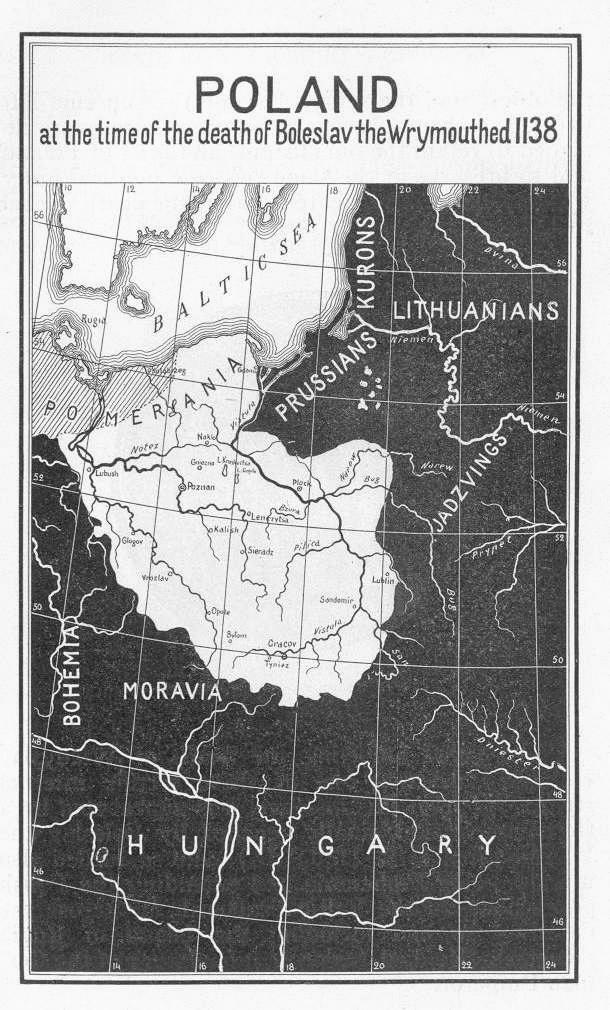
ピャスト朝ボレスワフ3世クシヴォウスティが没した1138年時点でのポーランド王国の版図 (1917年出版の地図)

共産主義体制側による「ピャスト朝の領土の回復」という見解のプロパガンダには大きな努力が払われ、カトリック教会も活発にこれを支援した。この歴史観の普及には学術にも責任があった。1945年、西方研究所（pl:Instytut Zachodni、en:Western Institute）が創設され、学術活動を調整するようになった。初代所長のジグムント・ヴォイチェホフスキ（pl:Zygmunt Wojciechowski、en:Zygmunt Wojciechowski）は、その使命について「我々は、いわゆる客観的な歴史編纂を目指してはいない。我々の使命は、何世紀にもわたるポーランドの歴史を提示し、その各世紀についての現在の政治的現実を、歴史的背景の上に投影することである。」と述べていた体制側に属する歴史学者、考古学者、言語学者、美術史家、民族学者らが学際的に恊働して、新たな国境線の正当化に取り組んだ。
彼らの知見は、無数のモノグラフや学術誌、教科書、旅行ガイド、放送、展覧会などによって、普及が推し進められた。ピャスト朝の初期の王侯たちの時代のポーランドの版図を示す公式の地図も、新たな国境線と整合するように描かれた。ノーマン・デイヴィスによれば、戦後の若い世代は公式教育によって誘導され、ポーランド人民共和国の領域は何世紀にもわたってポーランド国民が発展させてきたものであると思い込むように仕向けられたという。公教育において戦後世代はさらに、外国人によって長期間占領されることはあっても、あるいは、政治上の国境が移動することがあっても、ポーランド人の「祖国」は常に同じ場所にあり続けたのであると教えられていた。公教育における歴史認識は、ポーランド人は、歴史のいつの時代においても「回復領」に定住する奪われることのない絶対的かつ必然的な権利を持っており、他の優越する勢力によってその権利行使が妨げられることはあったとしても、権利は存在したとするものであった。
回復領の大部分は、何世紀にもわたってプロイセンやドイツの支配下にあったが、戦後のポーランドの公教育においては、こうした歴史的な出来事は「郷土」史ではなく、「外国」史の一部であると認識されていた。ポーランドの学者たちは、中世のピャスト朝時代の地方史やポーランドの文化・政治・経済的紐帯、プロイセンにおけるポーランド語話者の歴史、中世以来の歴史的に一貫した運動としての「東方への衝動」などの課題に努力を集中した。
しかし、「回復領」という表現は、共産主義政権の公的な用語としては1949年までに姿を消した。その後も一般的に通用する「俗語」として、現在に至るまで使われ続けているものの、これらの地域は、ポーランドの国家体制の中で、特異性のある領土であると見なすべきではないという考え方に基づいて、近年では「西部・北部領土」という表現が用いられている。

### 「回復領」のポーランド化

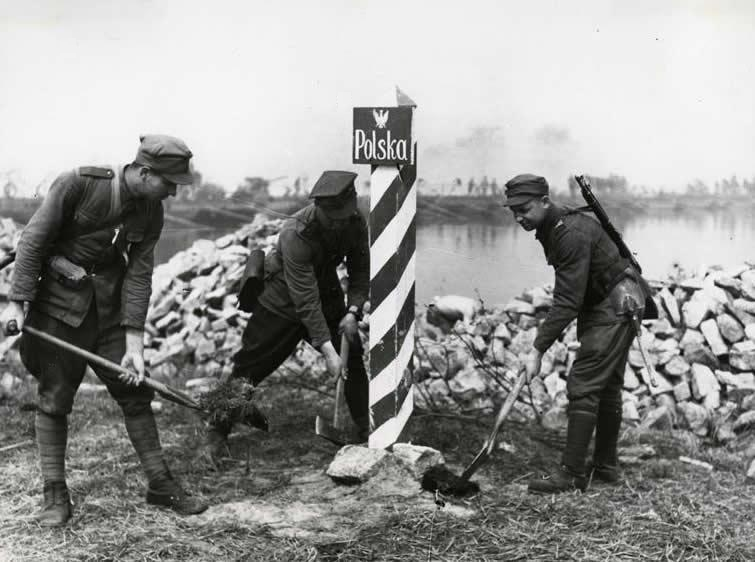
ドイツとの新たな国境に立てられるポーランド側の標識 (1945年)

共産主義体制側にとっては、ピャスト朝の後継者としてポーランド人民共和国を確立していくことと平行して、新たなフロンティアには、それに見合った人口が確保されなければならなかった。東部辺境の領土（Kresy Wschodnie）がソ連に併合されたため、ポーランドは結果的に全体が西へ移動し、面積は 389,000 km2 から 312,000 km2 へ、およそ20%減少した。何百万人もの「非ポーランド人」（おもにドイツ人とウクライナ人）が、新たにポーランドとなった地域から追放され、他方ではカーゾン線以東にいたポーランド人たちが東部辺境から追放されて流れ込んできた。追放者たちは「本国送還者」と呼ばれていた。その結果、ヨーロッパの歴史の中でも最大規模の住民の入れ替えが行われることになった。
ピャスト朝の版図を回復した新たな西部・北部領土の姿は、ポーランド人入植者やポーランド人「本国帰還者」たちに、そこへ到達して新体制に忠実な組織立ったコミュニティづくりに参加することを促し、先行して行われた当該地域での民族浄化を正当化した。ドイツ人の脱出や追放の結果、当地に残ったのは「先住民」である、マズールィ(マスリア)（Masuria）地方のマスリア人（Masurians）、ポメラニア地方のカシュビア人やスロビンシア人（Slovincians）、上シレジア地方（Upper Silesia）のシレジア人など、300万人近いスラブ系の人々で、彼らの先祖はポーランド分割よりも前の時代の、中世および近代のポーランド国家に属していたことがあったが、この時代には自らが現代ポーランド国家の国民であるというアイデンティティはもっていない者が多かった。
ポーランド政府は、プロパガンダのために、こうした先住民たちができるだけ現地に留まるように努めた。旧ドイツ領における彼らの存在は、地域固有の「ポーランドらしさ」を示すものであるとされ、その地域を回復領としてポーランド国家に併合することを正当化するものとされていた。先住民たちの「隠されたポーランドらしさ」を明らかにし、ポーランド市民としてふさわしい振る舞いの者を選別する、「確認」と「国民復帰」の過程が用意され、それにはじかれたごく少数の人々は本当に追放された。「先住民」たちはこの主観的でしばしば恣意的な確認作業を嫌っていたが、それを終えた後でも、差別に直面することがあった。名をポーランド語の綴りにするよう強要したことなども、その一例である（名は行政事務上の理由から、リストで指定された男女の名それぞれ数十種類から選択することが法律で定められており、その法律はポーランド民主化後の1990年代でもしばらくの間は続いていた。姓については、ドイツ系の姓をポーランド風の綴りに変える者もいたが、そのまま残すことも許されていた。そのためポーランドにはドイツ系の姓も数多く存在する）。ルブシュ県の当局は 、1948年の時点で、中央の当局が発見したと主張している「先住民」ポーランド人たちは、戦前の国境に接していたバビモスト（Babimost）村の住民を唯一の例外として、いずれも19世紀末から20世紀はじめに他地域から移住してきたポーランド人労働者がドイツ化したものに過ぎない、ということを認めていた。

### ドイツ系住民の追放と文化的遺産の除去
回復領には、併合後にもかなりの数のドイツ系住民が残っていた。終戦時の国民統一臨時政府当局は「回復領担当省」を設置し、副首相のヴワディスワフ・ゴムウカを兼任で担当大臣とした。「本国送還局」が住民の追放や再定住を監督・組織した。1946年2月14日の国勢調査によれば、この時点でポーランドにはまだ228.8万人のドイツ人が留まっており、そのおよそ91%に相当する207.5万人は回復領に住んでいた。この段階でドイツ人は回復領の人口の41%を占めていた。ところが、1950年には国内のドイツ人はわずか20万人に急減し、1957年には6.5万人にまで減少した。
第二次世界大戦後、回復領からは多数のドイツ人が脱出して西方へ去ったが（Flight and expulsion of Germans from Poland during and after World War II）、それに続いたのは、何世紀もの間に刻まれたドイツの歴史と文化を公共の場から一掃するという大規模なキャンペーンであった。オハイオ大学のＴ・デイヴィッド・カープ（T. David Cup）は、これを次のように説明している：
1946年1月に、新しい公式地名を定めるために地名決定委員会が設置された。以降、1950年末までに3万件以上のドイツ語地名がポーランド語地名に置き換えられるか、ポーランド語化した中世のスラブ語の地名に置き換えられた。スラブ語地名が存在していなかった場合には、ドイツ語地名を翻訳するか、全く新たな地名が創出された。ドイツに関係のある名称、例えばドイツの町にちなんで命名された道路の名称などは、新しい名称が与えられた。
公立学校、政府メディア、教会の典礼におけるドイツ語の使用は禁止された。ドイツ人に関係した記念碑、墓、建物、建物群なども多数が破壊された。美術品は国内の他の場所に移された。文化財などの撤去を組織的に行うために、集積所が設定されることもあった。早くも1945年のうちに、貨車28台分、トラック118台分にのぼる、膨大な量のシレジアの美術品がワルシャワの国立美術館（pl:Muzeum Narodowe w Warszawie、en:National Museum, Warsaw）に送られた。プロテスタント教会は、カトリック教会に改装されるか、教会以外の用途に転用されるか、カトリック教会の建築用材を得るために解体された。ドイツ語で記された文章は、教会や墓地など宗教的なものに記されていた文言も含めてすべて消された。ルブシュ地方（pl:Ziemia lubuska、en:Ziemia Lubuska）では、最後まで残ったドイツ文化の痕跡を探し出して破壊するための「社会主義的競技会」が開催されたという。シレジア地方では、こうした取り組みによって生じた損害は、第二次世界大戦によって生じた損害に匹敵するものであった。

#### 再定住
1939年のドイツの国勢調査によると、後にポーランドの回復領となった地域には、最も東に分布するドイツ国内の少数民族であったポーランド系住民も合わせて885.5万人であった。ドイツの国勢調査ではポーランド語話者の数を、多言語話者を含めて70万人未満としているが、ポーランドの人口学者たちは、旧ドイツ領におけるポーランド人の実際の数は120万人ないし130万人に達していたと推計している。120万人としている推計によれば、そのうち、およそ85万人が上シレジア地方、およそ35万人が東プロイセン南部に住んでおり、その他の地域を合わせて、さらに5万人程度が他の地域に広がっていたとされている。
ポーランド国内の各地からやって来た人々はたちまちドイツ系住民の穴を埋め、追放と平行して転入が進行した。入植者の第一陣は、1945年3月にはすでに到来していたという。彼らはまだ赤軍が展開している時点から、戦前の国境に近いところで、放棄された農場や村落に入り込んでそれを手に入れていた。入植者に加え、他のポーランド人たちもやって来て略奪行為に加担し、すぐさま同様の事態が旧ドイツ領全域に広がった。1945年3月30日、「グダニスク県」が設置され、回復領では最初のポーランドの地方行政体が成立した。ドイツ人たちが次々と収容され、追放されていく中で、500万人近い入植者たちが、あるいはこの地域に引き寄せられて、あるいは強制されて、1945年から1950年の間にやって来たということになる。さらに、110.4万人の旧ドイツ領時代からの住民（うち85.1万人は上シレジア）がポーランド国籍を認められて残留を許された。この結果、回復領におけるポーランド人の人口は、1950年には5,894,600人に達した。入植者たちは背景の違いによって以下のような集団に分けて捉えることができる。
- ポーランド中部から、自由意志によって移動してきた入植者（多数派）。[14]
- ナチス・ドイツの強制労働から解放されたポーランド人（最大で200万人）。[13][14]
- いわゆる「本国送還者」: ソ連に併合された旧ポーランド領から追放されたポーランド人で、新たに西部国境地帯に入植することを選んだ者。当地では人口の26%を占めたともされる（最大で200万人）。[13][14]
- 1947年のヴィスワ作戦で移住を強制された非ポーランド人。
  - ポーランド政府のこの作戦は、東方への追放を免れてポーランド南東部に留まっていたウクライナ人多数に移住を強制し、新たに獲得した領土の各地に分散させて、最終的にはポーランド人と同化させることを狙ったものであった。
  - ビャウィストク周辺地域に住んでいたベラルーシ人も、同様の理由で、旧ドイツ領地域へ移住するよう圧力をかけられていた。
  - このように非ポーランド人を各地に分散させるという政策は、ポーランド当局が、ウクライナ人、ベラルーシ人、レムコ人などに対して[61]、独自の民族アイデンティティを解体し、強固なコミュニティを形成させないために同族の交流を困難にすることを目的として行ったものであった
- 数万人のユダヤ人ホロコースト生存者。その大部分は東方からの「本国送還者」（en:Repatriation of Poles）で、ほとんどが下シレジアに定住し、ユダヤ系の企業や各種組織を興した。ヴロツワフ（ドルヌィ・シロンスク県）、シュチェチン（西ポモージェ県）、ヴァウブジフ（ドルヌィ・シロンスク県）には、大規模なコミュニティがあった[62]。しかし、大多数のユダヤ人は、1968年に当時の共産主義政権が糸を引く大規模な反ユダヤ人運動が起こった時期 (en:Polish_1968_political_crisis#Antisemitic_purges) に国外へ去った[63]。

当時、ポーランドやソ連の新聞や役人は、ポーランド人に「チャンスにめぐまれた土地」である西方へ移住するよう奨励していた。こうした新しい領土は、逃亡したドイツ人たちが放棄した贅沢な邸宅が勇敢なる入植者を待っているとか、家具付きの家と仕事が手に入るという風に表現されていた。しかし実際には、これらの地域は戦争によって荒廃しており、インフラストラクチャーはほとんど破壊され、高い犯罪率と略奪行為の横行に悩まされていた。治安が回復されるまでには、何年もの時間が必要であった。
1970年、西部・北部領土における人口がはじめて戦前の水準に並んだ（1970年 - 8,711,900人: 1939年 - 8,855,000人）。同年には、ポーランドの他の地域の人口も戦前の水準に達した（1970年 - 23,930,100人: 1939年 - 23,483,000人）。
西部・北部領土に残留するドイツ系住民数の推計値は様々なものがあるが、戦後の追放の後にもドイツ系住民の脱出が続いていたことははっきりしている。1956年から1985年までの間、シレジア出身者40.7万人、ヴァルミア・マズールィ県出身者およそ10万人が、ドイツ国籍を獲得してドイツへと出国した。
今日では、西部・北部領土の人口のほとんどはポーランド人であるが、小さなドイツ系住民の小集団もオルシュティン、マズールィ地方（いずれもヴァルミア＝マズールィ県）、上シレジアの特にオポーレ県などの少数の場所に存在している。

### 共産主義者の政権獲得における回復領の役割

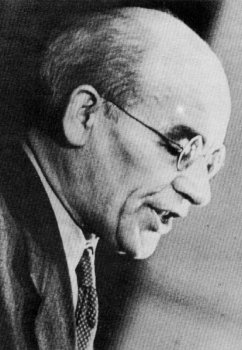
ヴワディスワフ・ゴムウカ
_{後にポーランド統一労働者党の指導者となる}

民主主義的な正当性の裏付けを欠き、赤軍と保安省秘密警察の支持、テロとプロパガンダだけを支えとしていた共産主義政権は、反ドイツのプロパガンダを通して自己正当化を図った。ドイツの「報復主義」が恒久的なドイツからの脅威として喧伝され、共産主義者だけがポーランドの永続的な回復領の確保を補償し、保護し得るのであるとする主張が展開された。当時、国民統一臨時政府で副首相兼回復領担当相であったヴワディスワフ・ゴムウカは、1945年5月のポーランド労働者党中央委員会で次のように断言している。
当時の政権による、「所有者を失った資産」の人民への再分配は、幅広い層からの共感を獲得していた。

## ポーランドの民主化と回復領
1989年12月のポーランド民主化、1990年より始まる東欧革命、1991年のソ連崩壊、およびドイツ再統一を経て回復領は以下の経緯をたどった。

### 回復領の法的位置づけ
冷戦期間中の西側諸国の公的立場は、ポツダム会談の決定とされる文書（ポツダム協定）について、国際的な条約として認められるものではなく、単なる覚書に過ぎない、とするものであった。ポツダム協定によってドイツの東部国境はオーデル・ナイセ線と定められたが、覚書の最後の条項には、ドイツの最終的な地位と領土はドイツと連合国側との平和条約によって決すると記されていた。1945年から1990年までの間にポーランド人民共和国は、当時のドイツ民主共和国 (東ドイツ)とドイツ連邦共和国 (西ドイツ)の双方とそれぞれ国境線に関する条約を締結した。1950年、ポーランドと東ドイツはズゴジェレツ条約に調印して、オーデル・ナイセ線を正式に国境として承認し、共産主義者たちはこれを「平和と友好の国境」と呼んだ。1970年12月7日、ポーランドと西ドイツは、ポーランドの西部国境線に関してワルシャワ条約に調印し、両者が非暴力を貫き、既存の「事実上の」国境であるオーデル・ナイセ線を受け入れるとした。しかし、最終的な条約は1990年のドイツ最終規定条約を待たなければならなかった。
ドイツ最終規定条約以前の西ドイツ政府は、オーデル・ナイセ線以東のドイツ領を「暫定的にポーランド、ないし、ソ連の支配下にある領土」と位置づけていた。1990年、ドイツ再統一に対して国際的な承認を得ることを容易にするため、ドイツの政治体制は「現実に基礎をおくこと」を承認し、ドイツ最終規定条約の条項を受け入れ、ドイツはオーデル・ナイセ線以東の領土要求をすべて放棄することになった。その結果、条約をめぐる交渉は順調に進み、民主主義国家のドイツ連邦共和国 (西ドイツ)と共産主義国家のドイツ民主共和国 (東ドイツ)の統一も順調に進んだ。同年、最終規定条約が発効し、統一後のドイツ連邦共和国はポーランドとドイツ・ポーランド国境条約に調印して、両国間の現在の国境を確定した。
このように、第二次世界大戦後は回復領に関しては共産主義、ポーランド民族主義、ドイツ民族主義が入り混じり激しい思想的戦いを繰り広げていた。しかし、ポーランドが1989年に民主化すると、共産主義時代の歴史記述に関する間違いが次々と公式に訂正され、「歴史的に固有の領土を回復した」という旧体制の概念はあっさりと放棄された。さらに、法的には1990年にドイツ・ポーランド国境条約が批准されて公法における国境が画定し、2008年に出された欧州人権裁判所の判決で私法における国境が画定したことで、回復領に関する問題は思想的にも法的にも最終解決している。